# Західне Сулавесі
Західне Сулавесі (індонез. Sulawesi Barat, також скорочено Sulbar) — провінція в Індонезії, на острові Сулавесі. Провінція створена 2004-о року.
Населення — 1 158 651 осіб (2010). адміністративний центр — місто Мамуджу.

## Адміністративний поділ
Провінція ділиться на 5 округів:
| № | Адм. одиниця                            | Територія, км² | населення, осіб (2010) | Адм. центр |
| - | --------------------------------------- | -------------- | ---------------------- | ---------- |
| 1 | Округа Маджене                          | 947,84         | 150 939                | Маджене    |
| 2 | Округа Мамас                            | 3 005,88       | 139 962                | Мамас      |
| 3 | Округа Мамуджу                          | 8 023,74       | 336 879                | Мамуджу    |
| 4 | Округа Північне Мамуджу (Мамуджу Утара) | 3 034,08       | 134 303                | Пасангкайу |
| 5 | Округа Полевали Мандару                 | 1 775,65       | 396 253                | полевать   |
|   | Усього                                  | 16 787,18      | 1 158 336              |            |